# Euchloe
Euchloe is een geslacht in de orde van de Lepidoptera (vlinders) familie van de Pieridae (Witjes).
Euchloe werd in 1819 beschreven door Hübner.

## Soorten
Euchloe omvat de volgende soorten:
- E. athambrae Ribbe
- E. ausonia - Oostelijk marmerwitje (Hübner, 1804)
- E. ausonides (Lucas, 1852)
- E. bazae Fabiano, 1993
- E. belemia - Gestreept marmerwitje (Esper, 1800)
- E. belia (Stoll, 1782)
- E. crameri - Westelijk marmerwitje Butler, 1869
- E. creusa (Doubleday, 1847)
- E. charlonia - Groen marmerwitje (Donzel, 1842)
- E. daphalis (Moore, 1865)
- E. falloui (Allard, 1867)
- E. guaymasensis Opler, 1987
- E. hyantis (W. Edwards, 1871)
- E. insularis - Corsicaans marmerwitje (Staudinger, 1861)
- E. lessei Bernardi, 1957
- E. lotta Beutenmüller, 1898
- E. lucilla Butler, 1886
- E. naina Koshantschikov, 1923
- E. olympia (W. Edwards, 1871)
- E. orientalis (Bremen, 1864)
- E. penia - Geel marmerwitje (Freyer, 1851)
- E. pulverata Christoph, 1884
- E. semiorientalis Verity, 1911
- E. simplonia - Bergmarmerwitje (Freyer, 1829)
- E. tagis - Klein marmerwitje (Hübner, 1804)
- E. thoosa Scudder, 1878
- E. tomyris (Christoph, 1884)
- E. transcaspica (Staudinger, 1892)
- E. ziayani Leestmans & Back, 2001